# Jasuo Takamori
Jasuo Takamori (japonsko 高森 泰男), japonski nogometaš, * 3. marec 1934, † 3. februar 2016.
Za japonsko reprezentanco je odigral 30 uradnih tekem.